# Tour della nazionale maschile di rugby a 15 del Sudafrica 1996
Nel 1996, la federazione sudafricana di rugby, campione del mondo, invia in Argentina ed Europa addirittura due squadre contemporaneamente: la prima squadra e la Squadra "A"

## Tour degli Springboks
Sono 10 le partite di cui 5 test match ufficiali. Solo due sconfitte in una partita di metà settimana contro la selezione universitaria francese e contro i Barbarians francesi

### In Argentina
| Rosario 5 novembre 1996 | Rosario | 36 – 45 | Sudafrica XV | Duendes RC |

Assai più agevole del previsto il primo test con i "Pumas" sommersi da 7 mete
| Arbitro: | Jim Fleming |

|                      |      |                                                                                        |
| G.Camardon, R.Martin | mt   | Andrews, A.Joubert le Roux, J.Small Joost van der Westhuizen, A.Venter> 1 meta tecnica |
| Cilley               | tr   | Honyball 3, A.Joubert                                                                  |
| Cilley               | c.p. | Honyball                                                                               |

| Mendoza 12 novembre 1996 | Cuyo | 19 – 89 | Sudafrica XV | Mendoza Rugby Club |

Agevole anche il secondo test match, che precede la partenza per l'Europa di entrambi i team
| Arbitro: | Edward Murray |

|                            |      |                                             |
| N.Fernadez Miranda, Martin | mt   | Kruger 2, le Roux Mulder, Olivier, A.Venter |
| Jose Cilley                | tr   | Henry Honiball 4                            |
| Cilley, Quesada            | c.p. | Henry Honiball 2                            |

### In Francia
| Tolone 23 novembre 1996 | French Barbarians | 30 – 22 | Sudafrica XV |  |

| Lione 26 novembre 1996 | Comité Lyonnais | 20 – 36 | Sudafrica XV |  |

Clou di questa parte del tour i due match contro i Francesi. Le due squadre si ritrovano per la prima volta dopo la discussa semifinale della Coppa del Mondo di rugby 1995. Nel primo match, a Bordeaux, sotto la pioggia come un anno prima, gli Springboks regolano la pratica nel primo tempo portandosi nettamente in vantaggio sino al 19-6
| Arbitro: | Brian Stirling |

|                   |      |                            |
|                   | mt   | Andre Joubert, James Small |
| Richard Dourthe 4 | c.p. | Henry Honiball 4           |

| Lilla 3 dicembre 1996 | Francia Studentedesca | 20 – 13 | Sudafrica XV |  |

Assai più "tirato" sarà il secondo match vinto per 13-12 a Parigi
| Arbitro: | Derek Bevan |

| |            | |
| | mt         | James Dalton |
| | tr         | Henry Honiball |
| Richard Dourthe 4 | c.p.       | Henry Honiball 4 |
| 15.Jean-Luc Sadourny, 14.Laurent Leflamand, 13.Richard Dourthe, 12.Stéphane Glas, 11.David Venditti, 10.Christophe Lamaison, 9.Guy Accoceberry, 8.Abdelatif Benazzi (cap), 7.Richard Castel, 6.Philippe Benetton, 5.Fabien Pelous, 4.Olivier Merle, 3.Franck Tournaire, 2.Marc dal Maso, 1.Christian Califano,sostituti:, Marc Lièvremont, Jean-Jacques Crenca | Formazioni | 15.Andre Joubert, 14.James Small, 13.Japie Mulder, 12.Hennie le Roux, 11.Jacques Olivier, 10.Henry Honiball, 9.Joost van der Westhuizen, 8.Gary Teichmann(cap.), 7.Andre Venter, 6.Ruben Kruger, 5.Mark Andrews, 4.Kobus Wiese, 3.Adrian Garvey, 2.James Dalton, 1.Dawie Theron |

### In Galles
Il tour si chiude con una vittoria a Cardiff
| Arbitro: | Steve Lander |

| |            | |
| AC Thomas | mt         | Andre Joubert Jacques Olivier 9.Joost van der Westhuizen 3 |
| | tr         | Henry Honiball 2, Andre Joubert |
| Neil Jenkins 5 | c.p.       | Henry Honiball 2 |
| 15.Neil Jenkins, 14.Ieuan Evans, 13.Allan Bateman, 12.Scott Gibbs, 11.Dafydd James, 10.Arwel Thomas, 9.Rob Howley, 8.Steve Williams, 7.Colin Charvis, 6.Dale McIntosh, 5.Mark Rowley, 4.Gareth Llewellyn, 3.Dai Young, 2.Jonathan Humphreys (cap), 1.Christian Loader,sostituti:, Nathan Thomas | Formazioni | 15.Andre Joubert, 14.James Small, 13.Japie Mulder, 12.Hennie le Roux, 11.Jacques Olivier, 10.Henry Honiball, 9.Joost van der Westhuizen, 8.Gary Teichmann(cap), 7.Andre Venter, 6.Ruben Kruger, 5.Mark Andrews, 4.Kobus Wiese, 3.Adrian Garvey, 2.James Dalton, 1.Dawie Theron,sostituti:, Toks van der Linde, Hannes Strydom, Andre Snyman |

## Il tour della Nazionale "A"
Stella della squadra in questo tour sarà Marius Goosen, futuro leader del Benetton Treviso
| Cambridge 2 novembre 1996 | Università di Cambridge | 11 – 57 | Sudafrica A |  |

Il match tra Bedford e Sudafrica passa alla storia. Infatti nel giorno in cui questo viene reso possibile dalle nuove regole, avviene la prima sostituzione tattica della storia del rugby. Sino ad allora er possibile sostituire i giocatori solo in presenza di infortuni. I giocatori conoivolti in questo evento storico per il rugby furono la terza linea Shaun Cassidy che sostituiti Judd Marshall.
| Bedford 4 novembre 1996 | Bedford | 21 – 47 | Sudafrica A |  |

| Hawick 8 novembre 1996 | Scozia A | 32 – 19 | Sudafrica A |  |

| Dublino 12 novembre 1996 | Irlanda A | 28 – 25 | Sudafrica A |  |

| Oxford 16 novembre 1996 | Università di Oxford | 12 – 49 | Sudafrica A | Ifley Road |

Match valido, come i due successivi, per la travagliata (per l'indisponibilità dei club di mettere a disposizione delle selezioni i migliori giocatori) "Counties of Origins Series"
| Arbitro: | N Lasaga |

|         |      |                                          |
| Maunder | mt   | Kayser 3, Goosen 2 Louw, Santon, Moolman |
|         | tr   | Koen 5                                   |
| Green 4 | c.p. | Koen 4                                   |
| Green   | drop |                                          |

| Londra 23 novembre 1996 | London Counties | 17 – 43 | Sudafrica A |  |

| Coventry 30 novembre 1996 | Midlands | 7 – 62 | Sudafrica A |  |

| Cardiff 9 dicembre 1996 | Cardiff RFC | 7 – 40 | Sudafrica A |  |

### Contro Inghilterra "A"
Un successo netto contro quella che di fatto era la terza squadra inglese, chiuse il tour. In effetti il giorno prima un'altra "Inghilterra A" era scesa in campo contro l'Argentina e quindi il successo sudafricano appariva scontato
| Arbitro: | D. McHugh |

|                 |      |                                     |
| Bromley, Healey | mt   | Krige 2, Goosena Hendricks, Erasmus |
| Mapletoft 2     | tr   | Koen 2                              |
| Mapletoft 2     | c.p. | Koen 2                              |

### In Galles
Il tour si chiude con un successo netto contro la selezione "emergenti" del Galles (antipasto del match previsto il giorno dopo a Cardiff tra le nazionali maggiori), Il successo arriva malgrado la bellezza di 31 punizioni assegnate contro gli "Junior Springboks"
| Swansea 14 dicembre 1996 | Emerging Wales | 26 – 42 | Sudafrica A | St. Helen's\| Arbitro: \| Doug Chapman \| |
| Arbitro:                 | Doug Chapman   |         |             |                                           |